# Sea Launch

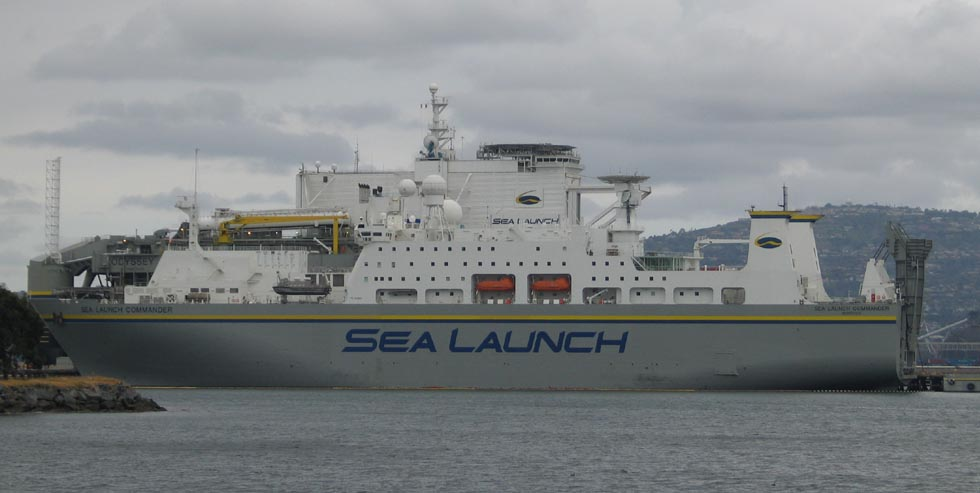
Sea Launch-commandoschip Sea Launch Commander

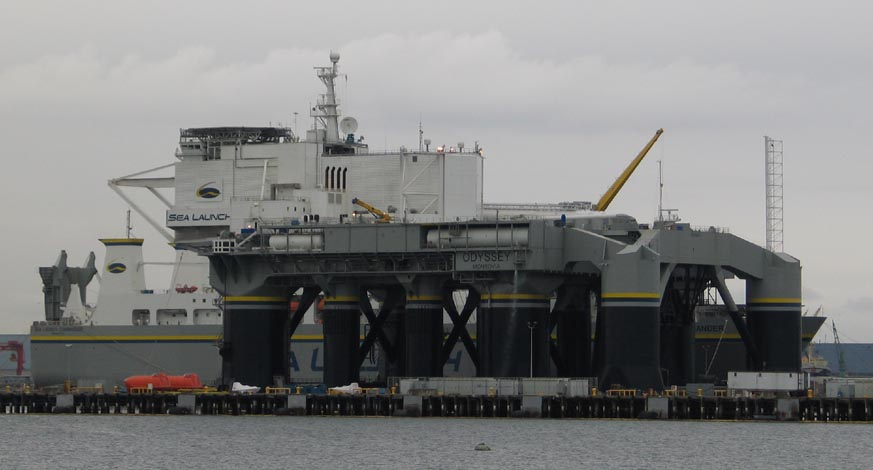
Sea Launch-lanceringsplatform Odyssey

Sea Launch is een lanceringsdienst voor ruimtevaartuigen, die gebruikmaakt van een mobiel half-afzinkbaar platform. Vandaar kunnen vanaf de evenaar commerciële ladingen worden gelanceerd. Dat gebeurde tot 2014 met Zenit-3SL-raketten. 
De dienst heeft tot 36 Zenit-raketten gelanceerd; twee van de lanceringen mislukten geheel, één gedeeltelijk. 
Van 2015 t/m 2020 lag het bedrijf vrijwel stil. Het ruimtevaartuig en de lading werden voor die tijd in Long Beach (Californië) geassembleerd op een speciaal daarvoor gebouwd schip, de Sea Launch Commander. Het geheel werd dan op een met een dynamisch positioneringssysteem uitgerust halfafzinkbaar platform Odyssey naar het evenaarsgebied van de Grote Oceaan vervoerd voor de lancering. 
Hoewel Sea Launch lange het enige bedrijf was dat raketten vanaf zee lanceerde, is het idee niet uniek. Tussen 1964 en 1988 lanceerden Italië en de Verenigde Staten raketten vanaf het San Marco-platform voor de kust van Kenia. In 2019 begon ook China bij wijze van test met zee-lanceringen.
Sea Launch raakte in moeilijkheden door het faillissement van een van de investeerders en problemen bij de levering van de Russisch-Oekraïense Zenit-raket na de annexatie van de Krim in 2014. Sea Launch heeft sinds de 36e lancering in 2014 geen raketten meer gelanceerd. Op 17 april 2018 werd bekend dat Sea Launch is opgekocht door een groep Russische investeerders die zich S7-groep noemen en ook S7 Airlines bezitten. Het bedrijf heet vanaf 19 april 2018 SL Aerospace SA. Begin 2020 werd de Odyssey naar Rusland vervoerd. De S7 groep verwachtte op dat moment op korte termijn geen mogelijkheden tot lanceringen en het bedrijf is zodoende “bevroren” in afwachting van betere tijden.

## Geschiedenis
Het Sea Launch-consortium werd opgericht in 1995 en bestond aanvankelijk uit vier bedrijven, in de Verenigde Staten, Rusland, Oekraïne en Noorwegen. Het werd geleid door Boeing, met deelneming door andere aandeelhouders.
Alle commerciële ladingen zijn communicatiesatellieten geweest, bedoeld voor een geostationaire overdrachtbaan, met klanten als EchoStar, DIRECTV, XM Satellite Radio en PanAmSat.
Het Sea Launch-consortium beweert dat de lanceringskosten lager liggen dan bij lanceringen vanaf land, deels doordat er minder personeel nodig is. Er is een bemanning van 310 man aan boord van het platform en het commandoschip.
Sea Launch had een wederzijdse overeenkomst met Arianespace, waarin beide partijen elkaar bijstand verzekeren in het geval dat een van de twee niet kan lanceren vanwege capaciteitsgebrek, gebrek aan betrouwbaarheid, achterstand of door een andere oorzaak. Hiervan werd in 2004 voor het eerst gebruikgemaakt toen Arianespace een aantal lanceringen van de Ariane 5 moest uitstellen wegens gebrek aan deugdelijkheid.
Tussen 2014 en 2019 leidde Sea Launch een slapend bestaan. Het lanceerplatform lag in de haven van Los Angeles. De oorlog in Oekraïne had ervoor gezorgd dat de Oekraïens-Russische Zenit-raket uit productie werd genomen en SpaceX en Arianespace trokken het grootste deel van de commerciële lanceringen naar zich toe.
In 2018 kwam Sea Launch volledig in Russische handen. In januari 2020 werd duidelijk dat de Sojoez 7, een rakettype dat in ontwikkeling is, vanaf de Oddyssey zal worden gelanceerd. Voor plannen om het platform naar een ander land te brengen was toestemming nodig van de Amerikaanse overheid daar het onder ITAR-wetgeving valt. Om onder de ITAR-beperkingen uit te komen werd het platform ontdaan van alle (gevoelige) Amerikaanse en Oekraïense apparatuur. Op 23 februari 2020 begon het transport van de Odyssey naar Rusland. Daarvoor werd het platform op een Chinees transportschip geplaatst.

## Eigendom
Vier bedrijven uit vier landen maakten deel uit van het op de Kaaimaneilanden geregistreerde Sea Launch: Sinds 2018 is Sea Launch eigendom van de S7-groep.
| Bedrijf                                    | Aandeel | Bijdrage                                                                                    |
| ------------------------------------------ | ------- | ------------------------------------------------------------------------------------------- |
| Boeing Commercial Space (Verenigde Staten) | 40%     | systeemintegratie, lading omhulsel (neuskegel die de satelliet beschermt tijdens lancering) |
| Energia (Rusland)                          | 25%     | Block DM-SL bovenste trap (Zenit-3SL trap 3)                                                |
| Aker Solutions (Noorwegen)                 | 20%     | lanceringsplatform (Odyssey) en commandoschip (Sea Launch Commander)                        |
| SDO Yuzhnoye/PO Yuzhmash (Oekraïne)        | 15%     | tweetraps Zenitraket (Zenit-3SL trappen 1 en 2)                                             |

## Financiering
Het project werd gesteund door Hughes Space and Communications Company (dat in 1995 het eerste contract voor 10 lanceringen en nog eens 10 opties ondertekende voor een waarde van 1 miljard dollar) en Space Systems/Loral, dat een contract voor vijf lanceringen ondertekende.
De totale kosten van het project bedroegen 583 miljoen dollar in 1996. Chase Manhattan verschafte een lening van ongeveer 400 miljoen dollar in 1996. De Wereldbank (tot 175 miljoen, waarvan tot 100 miljoen in Rusland en tot 75 miljoen in Oekraïne) en de Europese Bank voor Wederopbouw en Ontwikkeling (tot 65 miljoen) stonden later garant tot 2012 voor politieke instabiliteit in Rusland en Oekraïne.

## Lanceringen
De eerste demonstratiesatelliet werd op 27 maart 1999 gelanceerd en de eerste commerciële satelliet op 9 oktober 1999. In totaal heeft Sea Launch 30 lanceringen uitgevoerd, waarvan er 27 succesvol en één deels succesvol waren en twee mislukten. 
De eerste mislukte lancering - van een door Hughes gebouwde communicatiesatelliet van ICO Global Communications - vond plaats tijdens de tweede commerciële lancering op 12 maart 2000 en werd toegeschreven aan een softwarefout waardoor een klep in de tweede trap van de raket niet sloot. De tweede mislukking, van een door Boeing gefabriceerde communicatiesatelliet van het Nederlandse bedrijf SES-NewSkies, de NSS8, vond plaats op 30 januari 2007. De draagraket kwam niet los van het platform en leek erdoorheen te zakken, waarna de raket en vrachtlading explodeerden.
Alle Sea Launch-missies tot op heden hebben gebruikgemaakt van de drietraps Zenit-3SL - speciaal voor dit project ontworpen - die 6 ton lading in een geosynchrone baan brengt. Sea Launch-raketonderdelen worden gemaakt door SDO Yuzhnoye/PO Yuzhmash in Dnipro in Oekraïne (Zenitraket voor de eerste en de tweede trap), door Energia in Moskou (Block DM-SL voor de derde trap) en door Boeing in Seattle (ladingomhulsel en tussentrapse structuur).
De assemblage gebeurt in Long Beach, aan boord van het Assembly and Command Ship. De lading wordt eerst getest, dan van brandstof voorzien en aangebracht in de Payload Processing Facility. De raket wordt daarna overgebracht naar een horizontale hangar op de Ocean Odyssey.
Na de rakettesten varen beide schepen 3000 mijl naar de evenaar op 154° westerlengte, in internationaal water, 230 mijl van Christmaseiland. Het platform doet hier zo’n 11 dagen over, de Sea Launch Commander zo’n acht dagen.
Wanneer het platform naar lanceerdiepgang is geballast, wordt de hangar geopend en wordt de raket automatisch in een verticale positie gebracht. Hierna verlaat de bemanning het platform naar het commandoschip, dat zo’n drie mijl van het platform gaat liggen. Vervolgens wordt de raket van brandstof voorzien en gelanceerd.
| Datum             | Nuttige last                | Gewicht | Opmerkingen                                                  |
| ----------------- | --------------------------- | ------- | ------------------------------------------------------------ |
| 27 maart 1999     | DemoSat                     | 4,5 t   | succesvol                                                    |
| 9 oktober 1999    | DIRECTV 1-R                 | 3,5 t   | succesvol                                                    |
| 12 maart 2000     | ICO F-1                     | 2,7 t   | mislukt                                                      |
| 28 juli 2000      | PAS-9                       | 3,7 t   | succesvol                                                    |
| 20 oktober 2000   | Thuraya-1                   | 5,1 t   | succesvol, alleen was het zonnepaneel in de satelliet defect |
| 18 maart 2001     | XM-2 ROCK                   | 4,7 t   | succesvol                                                    |
| 8 mei 2001        | XM-1 ROLL                   | 4,7 t   | succesvol                                                    |
| 15 juni 2002      | Galaxy IIIC                 | 4,9 t   | succesvol                                                    |
| 10 juni 2003      | Thuraya-2                   | 5,2 t   | succesvol                                                    |
| 7 augustus 2003   | EchoStar IX/Telstar 13      | 4,7 t   | succesvol                                                    |
| 30 september 2003 | Galaxy XIII/Horizons-1      | 4,1 t   | succesvol                                                    |
| 10 januari 2004   | Telstar 14/Estrela do Sul 1 | 4,7 t   | succesvol                                                    |
| 4 mei 2004        | DIRECTV-7S                  | 5,5 t   | succesvol                                                    |
| 28 juni 2004      | Telstar-18                  | 4,8 t   | onregelmatigheid tijdens lancering                           |
| 1 maart 2005      | XM-3                        | 4,7 t   | succesvol                                                    |
| 26 april 2005     | SPACEWAY-1                  | 6 t     | succesvol                                                    |
| 23 juni 2005      | Intelsat IA-8               | 5,5 t   | succesvol                                                    |
| 8 november 2005   | INMARSAT 4-F2               | 6,0 t   | succesvol                                                    |
| 15 februari 2006  | EchoStar X                  | 4,3 t   | succesvol                                                    |
| 12 april 2006     | JCSAT-9                     | 4,4 t   | succesvol                                                    |
| 18 juni 2006      | Galaxy 16                   | 5,1 t   | succesvol                                                    |
| 22 augustus 2006  | Koreasat 5                  | 4,9 t   | succesvol                                                    |
| 30 oktober 2006   | XM-4                        | 4,7 t   | succesvol                                                    |
| 30 januari 2007   | NSS-8                       | 5,9 t   | mislukt, ontploft op platform                                |
| 15 januari 2008   | Thuraya-3                   | 5,2 t   | succesvol                                                    |
| 19 maart 2008     | DirectTV                    | 5,9 t   | succesvol                                                    |
| 21 mei 2008       | Intelsat, Galaxy 18         | 4,6 t   | succesvol                                                    |
| 16 juli 2008      | EchoStar XI                 | 5,5 t   | succesvol                                                    |
| 24 september 2008 | Galaxy 19                   | 4,7 t   | succesvol                                                    |

## Bezorgdheid en onderzoek
Gedurende de ontwikkelingsfase in 1998 kreeg Boeing een boete van 10 miljoen dollar van de U.S. Department of State vanwege technische overtredingen van de wet op de wapenexport (Arms Export Control Act), omdat het rakettechnologie deelde met zijn Sea Launch-partners. Dit was de hoogste boete ooit opgelegd voor dit soort overtredingen, hoewel het nog veel hoger (102 miljoen dollar) had kunnen zijn. Het Sea Launch-project werd tijdens het onderzoek voor twee maanden opgeschort.
Het State Department stelde vast dat Boeing tussen januari 1994 en januari 1998 illegaal "defensieartikelen" en "defensiediensten" had geëxporteerd; er werd echter geen schending van de nationale veiligheid vastgesteld. De overtredingen werden ontdekt tijdens een intern onderzoek van Boeing.
Rond dezelfde tijd probeerde de Amerikaanse douane (United States Customs Service) te voorkomen dat Sea Launch de Zenit-3SL-raketten (die als wapensystemen werden aangemerkt) zonder wapenimportvergunning naar Californië zou brengen voor assemblage. De zaak werd in het voordeel van het bedrijf geschikt.
Ook in 1998 werd door 16 lidstaten van het South Pacific Forum een communiqué uitgegeven waarin de Verenigde Staten gevraagd werd het project voor onbepaalde tijd op te schorten tot hun zorgen ten aanzien van het milieu opgelost waren. De meeste kritiek kwam van de inwoners van Kiribati, waar Christmaseiland deel van uitmaakt.
Het project werd in 1997 bekritiseerd door de Internationale Transportarbeiders Federatie (ITF) omdat de schepen onder Liberiaanse vlag werden gebracht. In mei 1999 bereikte Sea Launch overeenstemming met het ITF, waarbij bemanningsleden gebruik mochten maken van ITF-inspecteurs.

## Lanceringen vanaf land
Het Land Launch-systeem maakte gebruik van de bestaande Zenit-infrastructuur van de Kosmodroom Bajkonoer en gebruikt een aangepaste versie van de Sea Launch-raket. De Zenit-3SLB van Land Launch kwam tegemoet aan de behoefte om commerciële satellieten te lanceren met meer dan drieënhalve ton massa. De tweetraps Zenit-2SLB kon tot 13 ton nuttige lading in een lage baan om de Aarde brengen.
De eerste lancering werd uitgevoerd op 28 april 2008. Tot eind 2014 werden er zes land-lanceringen uitgevoerd.

## Voor- en nadelen van lanceerinrichtingen in zee op de evenaar
Lanceerinrichtingen in zee op de evenaar bieden enkele voor- en nadelen ten opzichte van conventionele lanceerinrichtingen op land:
Voordelen
- De snelheid van de Aardrotatie is het hoogst op de evenaar, waardoor de raket in oostelijke richting al 1/16 van de orbitale snelheid heeft
- Er is minder correctie nodig van de baan van de raket om een geostationaire inclinatie te bereiken
- Een lancering vanaf zee vermindert de risico’s die verbonden zijn aan een lancering over bewoond gebied

Nadelen
- Ecologische schade door ongebruikte brandstof die in zee wordt geloosd.
- Voor lanceringen naar polaire banen moet worden gecompenseerd voor de aardrotatie